# Atefah Sahaaleh
Atefah Rajabi Sahaaleh (persisch عاطفه رجبی سهاله; * 1988 in Neka, Iran; † 15. August 2004) war eine 16-jährige Schülerin, die erhängt wurde, nachdem man sie eine Woche zuvor mittels islamischer Rechtsprechung wegen Ehebruchs und „unkeuschen Verhaltens“ (was in Wirklichkeit die Vergewaltigung durch einen 51-Jährigen war) zum Tode verurteilt hatte. 

## Vorgeschichte
Als Atefah fünf Jahre alt war, starb ihre Mutter bei einem Autounfall. Ihr Vater wurde drogenabhängig, und sie kümmerte sich zusätzlich um ihre Großeltern. Sie wurde dreimal durch die islamische Religionspolizei aufgegriffen und für „Sex mit unverheirateten Männern“ für schuldig befunden. Gemäß Recherchen der BBC wurde Atefah während einer Razzia in einem Café, das zweite Mal auf einer Party und das dritte Mal allein im Auto eines Jungen festgenommen.

## Arrest
Die Religionspolizei nahm Atefah Sahaaleh erneut fest, diesmal im familiären Heim. Da ein Tatverdacht fehlte, wurde eine nicht unterschriebene Petition, welche ihr „schlechten Einfluss“ vorwarf, herangezogen.
Das Mädchen gestand das „unkeusche Verhalten“, indem sie unter Folter zugab, mehrfach vergewaltigt worden zu sein. Sie wurde wegen „unkeuschen Verhaltens“ verurteilt, weil sie vorgeblich mehrfach Sex mit dem 51-jährigen verheirateten Ex-Revolutionär Ali Darabi gehabt hatte, der sie jedoch mehrfach vergewaltigt hatte. Das Gericht versuchte, den Missbrauch als Verführung ihrerseits zu deuten. Das Mädchen legte Berufung gegen das nun getroffene Todesurteil ein. Einen Anwalt konnte sich die Familie nicht leisten, und ein Pflichtverteidiger wurde ihr gesetzeswidrig nicht zugestanden. Der Oberste Gerichtshof bestätigte ungewöhnlich schnell das Todesurteil. Dies sei auf persönliches Engagement des Richters Rezai zurückzuführen gewesen. Nach Recherchen der BBC wiesen die bei der Berufung eingereichten Dokumente das Alter des Mädchens als 22 aus. Ihre Geburts- und Sterbeurkunde bescheinigten ihr jedoch das Alter von 16 Jahren.
Amnesty International berichtete nach eigenen Ermittlungen, das Mädchen habe vor und während der Verhandlung bereits an psychischen Störungen gelitten.

## Hinrichtung
Atefah wurde am 15. August 2004 öffentlich an einem Kran gehängt. Der Richter übernahm dabei die Rolle des Scharfrichters. Man ließ sie etwa 45 Minuten hängen. Ihr Vater wurde nicht über die Hinrichtung informiert. Am folgenden Tag raubte man ihre Leiche aus dem Grab; sie tauchte seitdem nicht mehr auf.

## Reaktionen
Die Hinrichtung hat zu Kontroversen geführt, denn der Iran als Unterzeichner des Internationalen Pakts über bürgerliche und politische Rechte versprach, keine Hinrichtungen an Minderjährigen durchzuführen. Das islamische Gericht untersteht jedoch dem Obersten Rechtsgelehrten und fühlt sich nicht an das iranische Zivilrecht gebunden. Die iranische Justiz hat keine Fehler in diesem Fall zugegeben. Atefahs Vater machte auf die Minderjährigkeit aufmerksam und übermittelte die Geburtsurkunde seines Kindes an Zivilbehörden, involvierte Anwälte, Journalisten und den zuständigen Richter. 
Iranische Medien berichteten nach der Hinrichtung, dass Richter Rezai und mehrere Mitglieder der Religionspolizei vom iranischen Geheimdienst vorübergehend festgenommen worden seien. Zwei Beamte seien verhaftet worden, weil sie einen Ring für Kinderprostitution organisierten. Einige Zeitungen berichteten, die festgenommenen Personen seien diejenigen Religionspolizisten, die Atefah letztmals festgenommen und eine Petition gegen sie fingiert hatten.
Die Akte des Falls wurde vom späteren Direktor des iranischen Geheimdienstes, Mohseni-Eschei, eingezogen.

## Medien
Der Fall wurde im Rahmen einer BBC-Dokumentation Execution of a Teenage Girl aufgearbeitet. Die deutsche Fassung erarbeitete der Sender WDR.

## Beförderung des Richters
Der deutschen Fassung der Fernsehdokumentation zufolge wurde Richter Rezai inzwischen in eine höhere Position befördert.